# Pájaros volando
Pájaros volando es una película argentina de comedia-ciencia ficción de 2010 dirigida por Néstor Montalbano, escrita por Damián Dreizik y protagonizada por Diego Capusotto, Luis Luque y Verónica Llinás. Se estrenó el 5 de agosto de 2010.
La letra de la canción que da título a la película, Pájaros volando, fue escrita por Capusotto, y la música fue compuesta por David Lebón. La canción es interpretada en el filme por el actor en voz (finge tocar la guitarra) junto con Luis Luque (voz y pandereta) y la ficticia banda Dientes de Limón, que es integrada por un supergrupo de músicos fundamentales y pioneros del rock argentino, formada por Héctor Starc (de la banda Aquelarre y Tantor) en guitarra eléctrica, Ciro Fogliatta en teclado, Willy Quiroga en bajo y Rodolfo García en batería. La película también cuenta con cameos de importantes figuras del rock argentino como Miguel Cantilo, Claudia Puyó y Miguel Zavaleta.

## Sinopsis
Una historia disparatada transcurre en una comunidad hippie, instalada en un pueblo de las Sierras de Córdoba llamado Las Pircas ―una alusión a los hippies en San Marcos Sierras (Córdoba), y a Capilla del Monte con su cerro Uritorco, centro de fanáticos de los ovnis―, donde la energía y el nivel cósmico son temas centrales, y donde varios de sus habitantes, entre quienes predominan los roqueros, hablan de seres de otro planeta, planeta al que ellos esperan viajar pronto.
A esta localidad llega desde la Ciudad de Buenos Aires José (Diego Capusotto), un músico y ex-guitarrista/cantante de la mítica banda de rock Dientes de Limón, que es invitado a Las Pircas por su primo exbaterista y compañero de banda Miguel (Luis Luque). Miguel le revela a José que fue abducido por extraterrestres, y lo convence no solo de que él puede comunicarse con los elusivos seres, sino además de que ambos son candidatos ideales para integrar el grupo que realizará el tan deseado viaje en plato volador.

## Reparto
| - Diego Capusotto como José. - Luis Luque como Miguel González, alias Freedom. - Verónica Llinás como Ruth, la pareja de Miguel. - Alejandra Flechner como Roxana Mabel Ochoa, la mujer policía del pueblo. - Damián Dreizik como Tomás, el naturalista trotskista. - Vanesa Weinberg como Any, la masajista, y médium de los extraterrestres. - Juan Carlos Mesa como don Matildo, chacarero solitario y viudo, dueño del perro Ramón, el gato Pololo y las gallinas abducidas. - Osqui Guzmán como Braulio, un sicusista (intérprete de sicu) coya jujeño. - Tahiel Arévalo como Matías, el hijo de Ruth e hijastro de Miguel. - Lola Berthet como vendedora del negocio de compra y venta («cachivaches») y titiritera. - Atilio Pozzobón como Ignacio, el padre de José. - Claudia Puyó como Cristina, la artesana que vende tortas en la feria. - Miguel Cantilo como artesano "golondrina" de la feria. - Norberto "Ruso" Verea (exarquero y periodista) como el conductor de automóvil que lleva a José hasta el pueblo. - Miguel Zavaleta (ex-Suéter) como Robert, una artesano en la feria. - Eduardo Calvo como Cara de Pez. - Víctor Hugo Morales como narrador extraterrestre. - Héctor Starc (ex-Aquelarre) como guitarrista de la banda Dientes de Limón. - Antonio Cafiero como dueño de una empresa de ómnibus interurbanos (con discurso de justicia social y popular). - David Lebón como músico de la banda Dientes de Limón. - Ciro Fogliatta como tecladista de la banda Dientes de Limón. - Willy Quiroga como músico de la banda Dientes de Limón. - Rodolfo García como músico de la banda Dientes de Limón. - Freedom Janes (vecino del lugar, de origen europeo) como el ermitaño Magallanes, dueño del perro Culo y amigo de don Matildo. - Gerónimo Martín Carrizo como Nehuén, hijo del naturalista/trotskista Tomás, y adicto al flan Sabrosito (un «postre químico que es la base de un sistema capitalista inhumano, salvaje, en decadencia y explotador»). - Adolfo Sánchez (ex-Titanes en el ring) como Julio César. - Jacquie Decibe como vendedora de boletos. - Sonia Boll como Romina, la jovencísima amante de Ignacio, el padre de José. - Germán Gómez como el baterista de la nueva banda de rock de José, que pelea por la espera para tocar en el pub. | - Atilio Amir como el doble de Joaquín Sabina. - Clara Canolik como la madre de José. - Pablo Picotto como Lechita. - Conrado Geiger como el dueño del pub. - Roberto Gonzaga Noriega como el mozo del pub. - Javier Ángel Laurito como Canario. - Florencia Rosenblit como la fan que se abalanza contra José. - Daniel Peluca Domínguez, como el gaucho cantautor xenófobo Córdoba Baricheli (también se ocupó de la producción en San Marcos Sierras). - Chalana Martínez como el intendente del pueblo. - Fran Pensa como el joven gay del pueblo. - Giraldo Sernades Fuentes como sikusista de Braulio. - Walter Callejas como sikusista de Braulio. - Luigi Ciordia como el rubio hijito psicópata de Roxana Ochoa, la mujer policía. - Juan Domingo Gómez como el trabajador en bicicleta. - Ángel Jerez el enano de la feria. - Hernán Pablo Loza como locutor en la parroquia. - Kenko Soca como el señor hippón. - Shveta Titiunik como mujer del charango. - Fabio della Sala como el hippie que habla. - Jorge E. Zapata como el paisano elegante. - Sebastián Mascioli como un lugareño. - Juan Ignacio de Frutos como un lugareño. - Martinne Marie Anne Dano como la clienta extranjera de Miguel, que le pregunta los precios de sus artesanías. - Patricia Mondino como la madre de la nenita que llora, que insulta a José. - Martina Caputo como la nenita que llora. - Miguel Ceballos como el barman en Las Pircas. - Roberto Murphy como un parroquiano. - Nicolás Ruciello como el gorila que pregunta noticias sobre Boca Juniors. - Pedro Saborido como la voz del gorila. - Mariano Chiessa como la voz de la gallina predicadora abducida. - Fernando Ariel Menghi como el doble de riesgo de Diego Capusotto. - Manuel Valentín Posada Cardozo como el nene que llora. - Julio Villani como el médico. |

## Recepción
Pájaros volando fue bien recibida por la mayoría de la crítica. En una recopilación de las crìticas del film en el sitio de reseñas Todas Las Críticas, éste alcanzó un porcentaje de aprobación de 69%, de un total de 30 críticas.
Sorpresivamente, un cameo realizado por el veterano político justicialista Antonio Cafiero fue favorecido en las votaciones para los Premios Cóndor de Plata que entrega la Asociación de Cronistas Cinematográficos de la Argentina, resultando nominado como "Revelación masculina del año".

## «Pájaros volando», la canción
- Tema musical: Pájaros volando
  - Letra y voz: Diego Capusotto
  - Música: David Lebón
- Versión en vivo:
  - Diego Capusotto: voz y guitarra eléctrica
  - Luis Luque: pandereta y voz
  - Héctor Starc: guitarra eléctrica
  - Rodolfo García, batería
  - Willy Quiroga, bajo eléctrico
  - Ciro Fogliatta, teclado

Banda sonora original editada por Sony Music.